# 蒙布龙 (摩泽尔省)
蒙布龙（法語：Montbronn，法語發音：[mɔ̃bʁɔn]；洛林法兰克语：Mumere）是法国摩泽尔省的一个市镇，属于萨尔格米讷区。

## 地理
蒙布龙（48°59'39"N, 7°18'36"E）面积14.99 平方千米，位于法国大東部大區摩泽尔省，该省份为法国东北部内陆省份，是洛林的一部分，西南接默尔特-摩泽尔省，东临下莱茵省，北与卢森堡和德国接壤。
与蒙布龙接壤的市镇（或旧市镇、城区）包括：罗尔巴克莱比奇、苏赫特、比南、昂尚贝尔、迈森塔勒、拉兰、圣路易莱比奇。

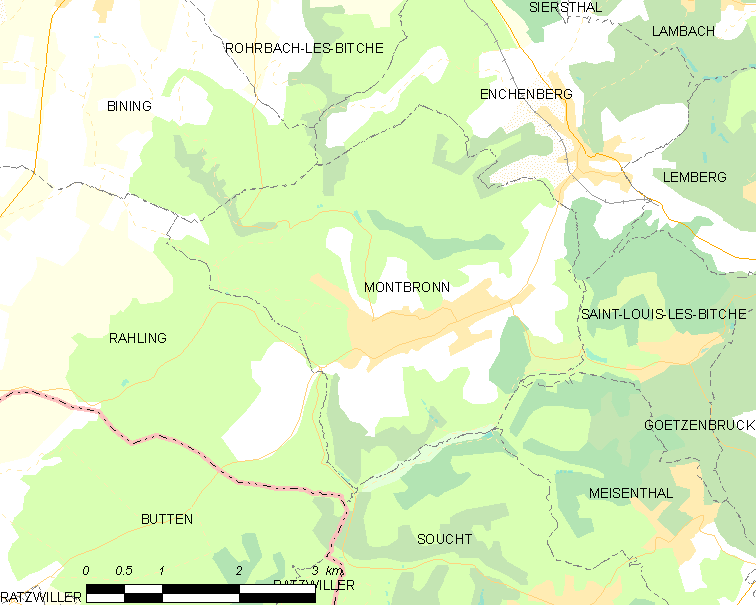
的OSM定位图

蒙布龙的时区为UTC+01:00、UTC+02:00（夏令时）。

## 行政
蒙布龙的邮政编码为57415，INSEE市镇编码为57477。

## 政治
蒙布龙所属的省级选区为比奇县。

## 人口

1962-2008年间人口变化图示

蒙布龙于2022年1月1日时的人口数量为1583人。